# Alexander Yoon

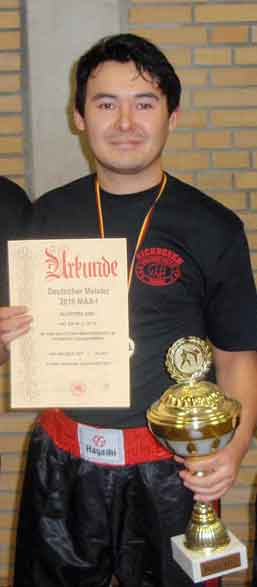
Alexander Yoon

Alexander Yoon (* 23. Juli 1983 in Dorsten) ist Taekwondoin. Er wurde 2010 Deutscher Meister im Kickboxen Leichtkontakt.

## Biographie
Im Alter von drei Jahren hat sein Vater, Großmeister Yoon Sin-kil, ihn zum ersten Mal zum Taekwondo-Training mitgenommen. Seitdem betreibt er das traditionelle Taekwondo. Nachdem die Hwa-Rang-Taekwondo-Abteilung Kickboxen von Trainer Ralf Moczala ins Leben gerufen wurde, begann Alexander Yoon auch mit dem Kickboxsport.
Alexander Yoon, 5. Dan Taekwondo, 1. Dan MAA-I Kickboxen, wurde am 6. November 2010 bei der MAA-I Deutschen Meisterschaft im Kickboxen in Dessau Deutscher Meister in der Leichtkontakt Mittelgewichtsklasse.